# Rouge (album de Fredericks Goldman Jones)
Pour les articles homonymes, voir Rouge (homonymie).
 (août 2012).
Si vous disposez d'ouvrages ou d'articles de référence ou si vous connaissez des sites web de qualité traitant du thème abordé ici, merci de compléter l'article en donnant les références utiles à sa vérifiabilité et en les liant à la section « Notes et références ».
Albums de Fredericks Goldman Jones
Sur scène
(1992) Du New Morning au Zénith
(1995)
Singles
1. Rouge
Sortie : novembre 1993
2. Juste après
Sortie : avril 1994
3. Des vies
Sortie : septembre 1994
4. Fermer les yeux
Sortie : janvier 1995

Rouge est le deuxième album studio du groupe Fredericks Goldman Jones sorti le 29 novembre 1993. 
Quatre singles ont été extraits de l'album : Rouge, Juste après, Des vies et Fermer les yeux. L'album a rencontré un succès légèrement moindre .

## Présentation
Cet album a la particularité d'avoir, pour sa version collector, une pochette en aluminium, dont la face est entièrement sculptée, et dont certains éléments sont peints en rouge.
Une version « coffret » comprend également un livret, de format carré, avec les paroles des chansons (y compris le texte en russe de la chanson Rouge), des illustrations à la peintures de Lorenzo Mattotti et des nouvelles de Sorj Chalandon. L'Ensemble Alexandrov des Chœurs de l'Armée rouge a participé à ce disque, notamment sur la chanson-titre, dont le solo de guitare avait été utilisé comme générique de l'émission Taratata de Nagui.

## Succès
L'album est entré directement no 1 au Top albums et l'est resté pendant 7 semaines. En Suisse, l'album s'est brièvement classé no 47[réf. nécessaire].
Il a atteint le niveau Disque d'Or dès sa première année, pour terminer Disque de diamant en 1995

## Liste des chansons
Toutes les chansons sont écrites et composées par Jean-Jacques Goldman.
| 1.    | Serre-moi                          | 2:18 |
| 2.    | On n'a pas changé                  | 5:55 |
| 3.    | Que disent les chansons du monde ? | 4:53 |
| 4.    | Il part                            | 5:01 |
| 5.    | Juste après                        | 4:37 |
| 6.    | Rouge                              | 6:12 |
| 7.    | Des vôtres                         | 5:43 |
| 8.    | Frères                             | 5:12 |
| 9.    | Des vies                           | 4:18 |
| 10.   | Ne lui dis pas                     | 4:47 |
| 11.   | Elle avait 17 ans                  | 5:07 |
| 12.   | Fermer les yeux                    | 6:41 |
| 60:44 |                                    |      |

Chansons interprétées par Fredericks Goldman Jones sauf Serre-moi, Ne lui dis pas et Fermer les yeux interprétées par Jean Jacques Goldman. Il part est interprétée par Carole Fredericks

## Vidéoclips (DVD)
1. Rouge (Clip officiel) - 4:56
2. Juste après (Clip officiel) - 4:50
3. Des vies (Clip officiel) - 4:15
4. Fermer les yeux (Clip officiel) - 4:33

## Le groupe
- Réalisation, prise de son, mixage : Andy Scott
- Guitares : Michaël Jones, Patrice Tison & Jean-Jacques Goldman
- Basse : Guy Delacroix & Pino Palladino
- Batterie : Chris Whitten
- Percussions : Christophe Deschamps
- Claviers : Erick Benzi
- Chorus Guitare sur On n'a pas changé : Gildas Arzel
- Chorus Piano sur Des vôtres : Jean-Pierre Como (Avec l'aimable autorisation de Polygram Jazz)
- Chorus Saxophone sur Des Vies : Patrick Bourgoin
- Piano sur Fermer les yeux : Jean-Jacques Goldman
- Ingénieur du son : Andy Scott
- Mixage : Tom Lord-Alge

## Certifications
| Année | Ventes    | Certification |
| ----- | --------- | ------------- |
| 1993  | 300 000   | Platine       |
| 1994  | 900 000   | 3 × Platine   |
| 1995  | 1 000 000 | Diamant       |